# Cardenales de México
Los Cardenales de México fue un equipo que participó en la Liga Mexicana de Béisbol con sede en la Ciudad de México, México.

## Historia
Los Cardenales  participaron durante una temporada en la Liga Mexicana de Béisbol, debutaron para la campaña de 1930 donde terminaron en último lugar con 6 ganados y 19 perdidos a 13 juegos del primer lugar. El siguiente año el equipo desapareció siendo esta la única ocasión en que apareció este equipo.